# Friedrich Adrian Dietrich von Roeder
Pour les articles homonymes, voir Roeder.
Friedrich Adrian Dietrich von Roeder (né le 4 septembre 1730 à Potsdam et mort le 2 octobre 1802 dans la même ville) est un lieutenant général prussien et chef du 6e régiment d'infanterie.

## Biographie

### Origine
Friedrich Adrian Dietrich von Roeder est le fils de Christoph Ernst von Roeder (de) (né en 1694 et mort le 27 juillet 1754 à Pillau) de la branche de Metgethen et de sa femme Anna Charlotte, née von Winterfeldt (de) (morte en 1762). Son père est un colonel prussien et chef du 2e régiment de garnison (de) et capitaine de Barten.

### Carrière militaire
Roeder est engagé le 14 février 1746 comme caporal dans le régiment de la "Garde" de l'armée prussienne. Il y est devient enseigne le 21 août 1750 et sous-lieutenant le 24 mars 1756. Avec son régiment, il participa à la guerre de Sept Ans et combat à Leuthen, Liegnitz et Torgau. Il est blessé à la bataille de Hochkirch. En 1761, il devient capitaine d'état-major et en 1766 capitaine et commandant de compagnie. En 1772, il devient commandant du 3e bataillon. En 1776, il est promu major et, à ce titre, il participe à la guerre de Succession de Bavière. Le 9 avril 1785, il devient finalement commandant du régiment de la Garde. L'année suivante, il reçoit l'ordre Pour le Mérite. Roeder devient ensuite colonel le 20 mai 1787 et peu après, il est nommé inspecteur de l'inspection de l'infanterie de Potsdam. Depuis le 7 février 1789, il est capitaine d'office de Balga avec un revenu annuel de 500 thalers.
En février 1789, le roi le nomme commandant de Potsdam et, pendant la mobilisation, il est brigadier de la garde en Silésie à partir du 23 mai 1790. Au début de l'année 1793, il est nommé major général. Pendant la guerre de la première coalition, il participe au siège de Mayence. Le 29 janvier 1796, il devient chef du 6e régiment d'infanterie avec un salaire de 4035 thalers, tout en conservant son poste de capitaine. Peu de temps après, Roeder entame son cinquantième anniversaire de service. Il démissionne finalement le 3 janvier 1798 en tant que lieutenant-général avec une pension de 1500 thalers. Pour son départ, le roi lui décerne l'ordre de l'Aigle rouge.
Roeder est mort célibataire à Potsdam.